# Earache Records
Az Earache Records egy brit független lemezkiadó, amely az Egyesült Királyságban, és az Amerikai Egyesült Államokban rendelkezik saját képviselettel. A lemezkiadót 1985-ben a alapította Digby Pearson Angliában. Megalakulásától kezdve az Earache volt az első számú death metal és grindcore kiadó. Az 1980-as és 1990-es években a műfaj meghatározó albumait adták ki, többek között a Napalm Death, a Carcass, a Morbid Angel, az Entombed, a Bolt Thrower lemezeit. A 2000-es évekre a kiadó elveszítette kulcspozícióját, legfontosabb előadói más kiadókhoz szerződtek.

## Alkiadói
- BeastWax
- Frequency Records
- Necrosis Records
- Scorn Recordings
- Sub Bass Records
- Wicked World

## Előadók, együttesek
| - Adema (2005-2006) - Akercocke - Anata - Annihilator (Európában) - Arsis - At the Gates - Autonomy - Anal Cunt - Beecher - The Berzerker - Biomechanical - Biters - Blackberry Smoke (Európában) - Blood Red Throne - The Boy Will Drown - The Browning - Bring Me the Horizon - Brutal Truth - Bolt Thrower (1989-1997) - Bonded By Blood | - Cadaver - Candiria - Carcass - Carnage - Carnival in Coal - Cathedral - Cauldron - Cerebral Bore - The Chasm - Circle of Dead Children - Clutch - Coalesce - Concrete Sox - Confessor - Cult of Luna - Decapitated - December Wolves - Deicide (2002-2008) - Delta 9 | - Danny Worsnop - Diamond Plate - Dub War - Enforcer - Entombed (1989-1996) - Ephel Duath - Eskimo Callboy - Evile - Ewigkeit - Extreme Noise Terror - Forest Stream - Fudge Tunnel - Gama Bomb - Godflesh (1989-2000) - Hate Eternal - The Haunted - Hellbastard - Heresy - Ignominious Incarceration - Insision - Iron Monkey | - Janus Stark - Johnny Violent - Kagoule - Lawnmower Deth - Massacre - Massive - Misery Loves Co. - Morbid Angel (1988-2004) - Mortiis - Municipal Waste - Naked City - Napalm Death (1986-1999) - Nocturnus (1989-1993) - Oceano (2008-2016) - OLD - Ol Drake - Order of Ennead - Painkiller - Pitchshifter (1992-1996) | - Rival Sons - Savage Messiah - Scorn - Society 1 - Sore Throat - Short Sharp Shock (SSS) - Sleep - !T.O.O.H.! - The More I See - The Glorious Sons (Európa és Japán) - The Temperance Movement - Terrorizer - Vader - Vektor - Violator - Woods of Ypres - The White Buffalo (Európában) - White Wizzard - With Passion - Wormrot |

## Külső hivatkozások
- Earache Records hivatalos honlap
- Earache Records a Myspace-en